# Vigor Football Club
Il Vigor Football Club è stata una società calcistica italiana di Torino tra il 1908 e il 1915.
Il club ottenne il suo miglior risultato nel 1914-1915, quando si guadagnò il rango di squadra di Categoria "A".

## Storia
Secondo un numero de Il calcio - Bollettino ufficiale della FIGC e l'annuario Baccani, la Vigor venne fondata il 5 maggio 1908 a Torino. Tuttavia, alcuni numeri dell'annata 1906 de La Stampa, attestano l'esistenza già due anni prima di una compagine torinese dal nome Vigor che prese parte alle edizioni 1906 e 1907 del campionato piemontese di Terza Categoria (non è da escludere che nel 1908 fosse avvenuta una rifondazione). I sette soci fondatori furono Mario Grassi, Gaspare Ceriana, Umberto Dabbene, Augusto Valinotti, Enrico Ruffa, Pierino Serra e Nino Raimondi. Il suo primo campo di gioco fu a Piazza d'Armi. Nell'aprile 1909 si aggiudicò la Coppa Carignano superando Saluzzo e Savoia di Pinerolo, nel settembre 1910 vinse la Coppa dell'Audace superando il Savoia di Pinerolo per 4-1. Nell'ottobre 1910 si affiliò alla FIGC e si iscrisse al campionato piemontese di Terza Categoria. Superate le eliminatorie torinesi della Terza Categoria Piemontese 1910-1911, surclassando le terze squadre del Piemonte, del Torino e della Juventus, perse però le finali per il titolo regionale contro la terza squadra della Pro Vercelli perdendo entrambe le partite.
Nel 1911-1912 la squadra, vinte di nuovo le eliminatorie torinesi, riuscì al secondo tentativo ad aggiudicarsi il titolo regionale di Terza Categoria, benché ciò fosse avvenuto per la squalifica della terza squadra della Pro Vercelli, rea di aver schierato «elementi classificati nelle categorie superiori». Nell'ambito della riforma dei campionati del 1912 denominata progetto Valvassori-Faroppa, fu inserita dalla FIGC fra le forze nuove papabili per l'ammissione nella massima serie, ma perse il concorso di qualificazione contro il Novara. Partecipò dunque al campionato piemontese di Promozione 1912-1913, con Alessandria e Veloces di Biella, ottenendo tre vittorie e una sconfitta, l'unica contro l'Alessandria (0-2), chiudendo in testa alla classifica a pari punti con i grigi. A questo punto si rese necessario uno spareggio per proclamare il campione piemontese di Promozione che si disputò a Novara, il 10 aprile 1913: Alessandria-Vigor 3-0. Tuttavia la Vigor venne successivamente ammesso in Prima Categoria 1913-14, la massima serie dell'epoca, per l'allargamento dei quadri deciso all'assemblea federale del 13 agosto 1913.
Nella stagione calcistica 1913-1914 debuttò nel campionato di massima serie arrivando nona su dieci squadre partecipanti nel girone ligure-piemontese. Giocò il primo match travolgendo di reti la Doria per sei reti a due; tuttavia la partita venne annullata per posizione irregolare di un giocatore e nella ripetizione a fine campionato la squadra ligure capovolse il risultato, imponendosi per 2-1. A parte il buon debutto vanificato dall'annullamento della gara, la stagione fu alquanto mediocre per i torinesi che, dopo il pareggio alla seconda giornata contro l'Alessandria, cominciarono a racimolare sconfitte su sconfitte a suon di gol: ne incassarono otto dalla Pro Vercelli, sei dal Torino e cinque dal Casale. La prima vittoria in massima serie giunse solo alla settima giornata, con un 6-2 rifilato al Savona; seguì una serie di sette sconfitte consecutive interrotte l'8 febbraio da una vittoria per 7-1 contro il fanalino di coda del girone, il Liguria, che finora era riuscito a racimolare un punto appena. La successiva vittoria contro il Piemonte e il pareggio nel recupero della gara di andata contro il Liguria non furono sufficienti per migliorare la classifica: la Vigor si classificò penultimo con 8 punti in 18 partite, davanti solo al Liguria con 2 punti in 18 partite, scaturiti da due pareggi. Il 13 settembre 1914, alla presenza delle autorità sportive torinesi e del presidente del club Dorino Levi, venne inaugurato il nuovo stadio della Vigor, situato dietro l'Ospizio di Carità in Via Po, con una partita disputata contro il Milan che vinse 4-2; questa è la formazione che prese parte al match: Grassi, Serasso, Sassi, Varalda, Monti, Bonotto, Sambonet II, Sambonet I, Sandri, Eula, Bodo.
Nella stagione successiva, invece, il club piemontese riuscì addirittura a raggiungere le semifinali alta Italia, arrivando terzo nel girone eliminatorio C dietro solo a Torino e Juventus. Tra i risultati più prestigiosi della Vigor, si ricorda la vittoria per 3-2 contro la Juve dell'11 ottobre 1914. Anche in semifinale, nel girone B, la Vigor arrivò terza, dietro a Milan e Alessandria, e venne di conseguenza eliminata, rimanendo però classificata come squadra di categoria "A". Nel girone di andata la Vigor non riuscì a racimolare nemmeno un punto e i primi due punti arrivarono solo alla penultima giornata, il 28 febbraio 1915, battendo in casa il Novara per 4-1. Il club torinese ebbe, comunque, la soddisfazione di battere all'ultima giornata il Milan per 3-1.
La grande guerra causò però la sospensione dei campionati, e ciò mise in grave difficoltà un club di dimensioni ridotte come la Vigor, che nella seconda metà del 1915 cessò ogni attività, con i migliori giocatori che passarono alle maggiori società di Torino e di Vercelli; il suo posto in campionato fu acquisito dall'Unione Sportiva Torinese che in un articolo del 1916 viene definita "ex Vigor".